# Wairoa Falls (Bay of Plenty)
Die Wairoa Falls sind ein Wasserfall bislang nicht ermittelter Fallhöhe im Kaimai Mamaku Conservation Park in der Region Bay of Plenty of der Nordinsel Neuseelands. Er liegt im Oberlauf des Wairoa Stream westlich von Katikati.